# Heckmann-Höfe

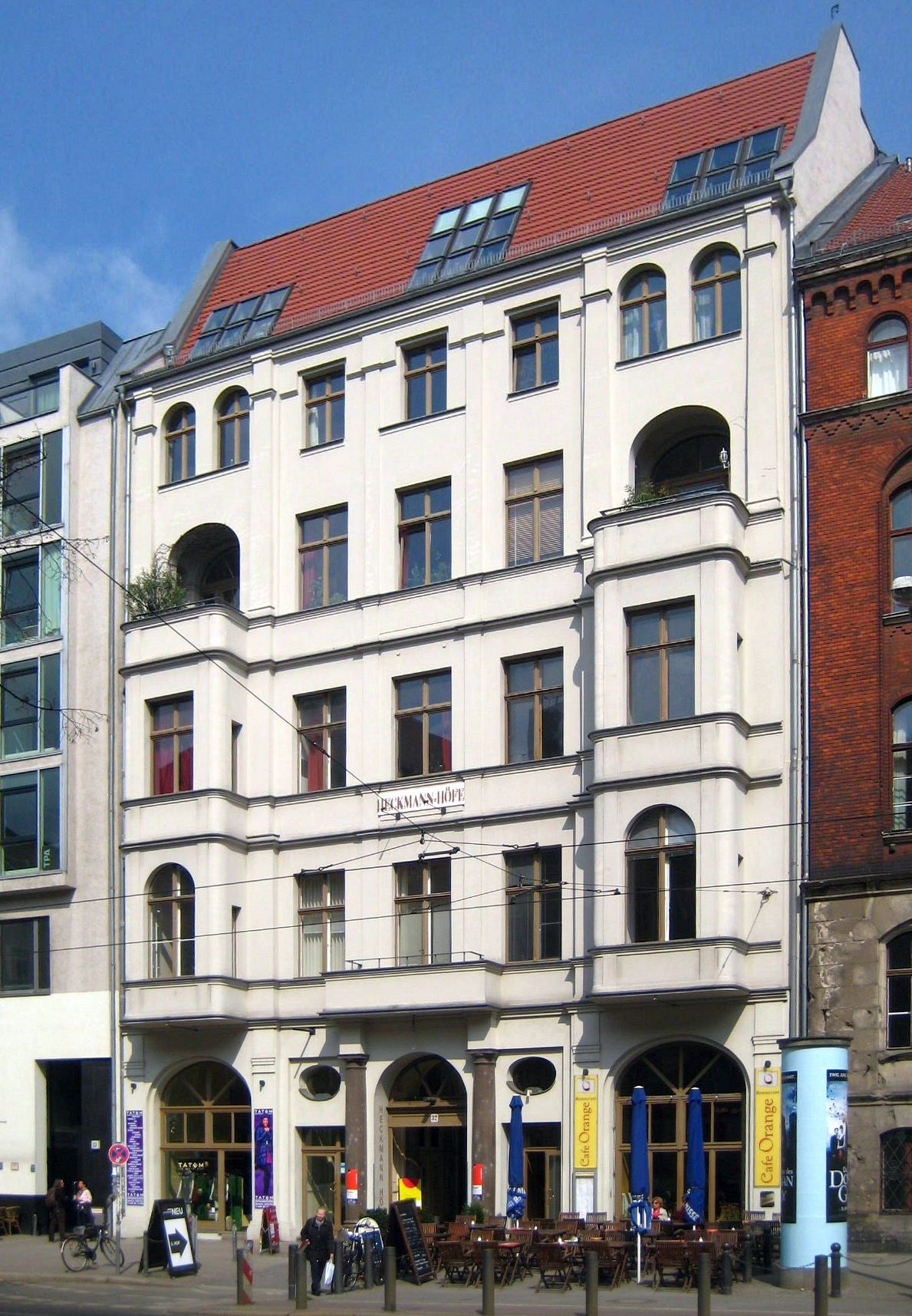
Vorderhaus der Heckmann-Höfe, in der Oranienburger Straße, erbaut um 1890

Die Heckmann-Höfe im Berliner Ortsteil Mitte sind ein bauliches Ensemble, das aus drei Höfen besteht, wobei der vordere und hintere Hof von Wohnhäusern umrahmt werden. Im Erdgeschoss der Wohnhäuser sowie im mittleren Hof liegen Gewerbeflächen. Die meisten Gebäude stehen unter Denkmalschutz.

## Lage
Die Heckmann-Höfe befinden sich in der Spandauer Vorstadt zwischen dem Postfuhramt und der Neuen Synagoge. Sie haben Zugänge an der Oranienburger Straße und an der Auguststraße. Die Höfe erstrecken sich dabei von der Oranienburger Straße 32 bis zur Auguststraße 9 sowie der Tucholskystraße 34.

## Nutzungskonzept

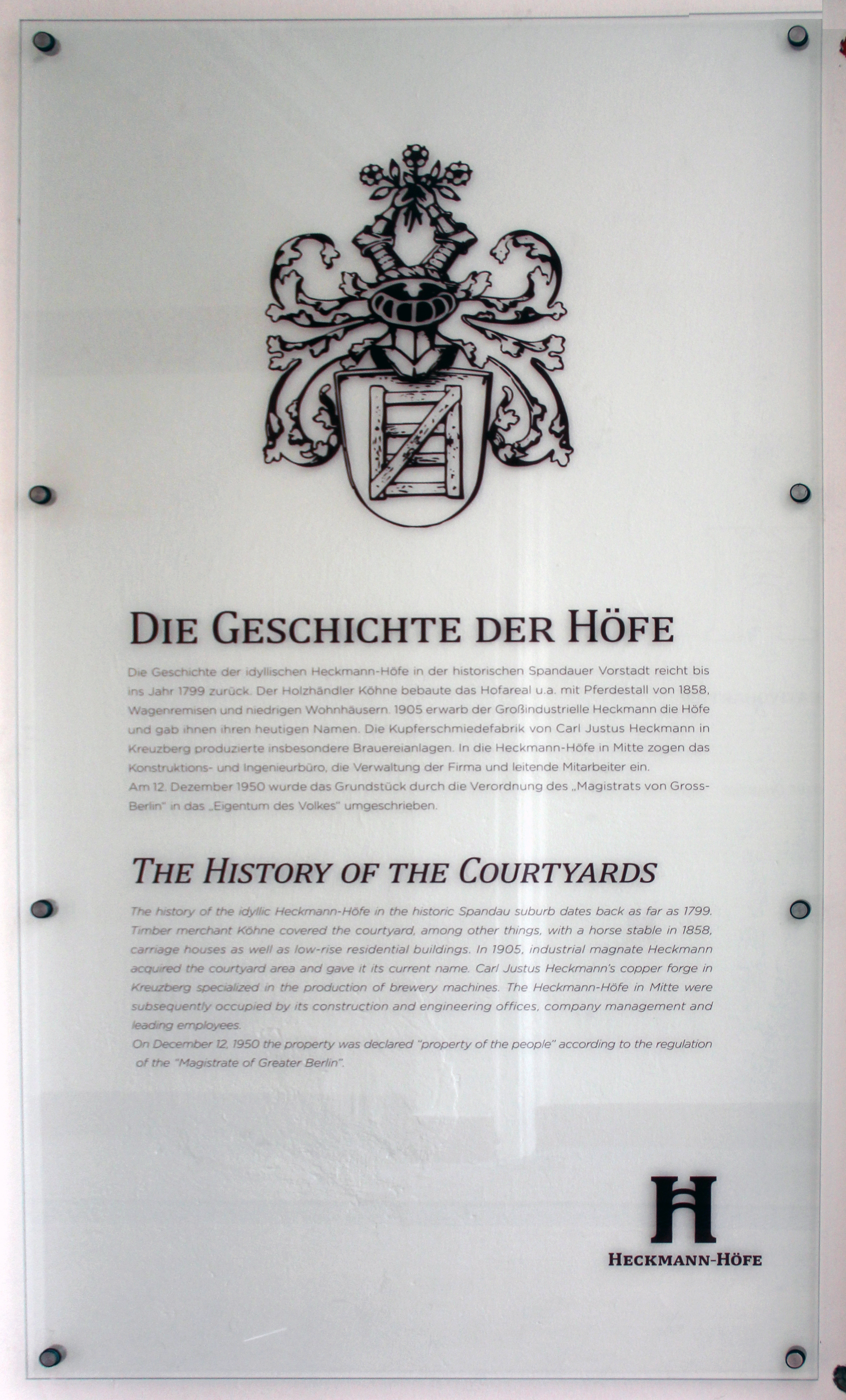
Gedenktafel am Haus Oranienburger Straße 32 in Berlin-Mitte

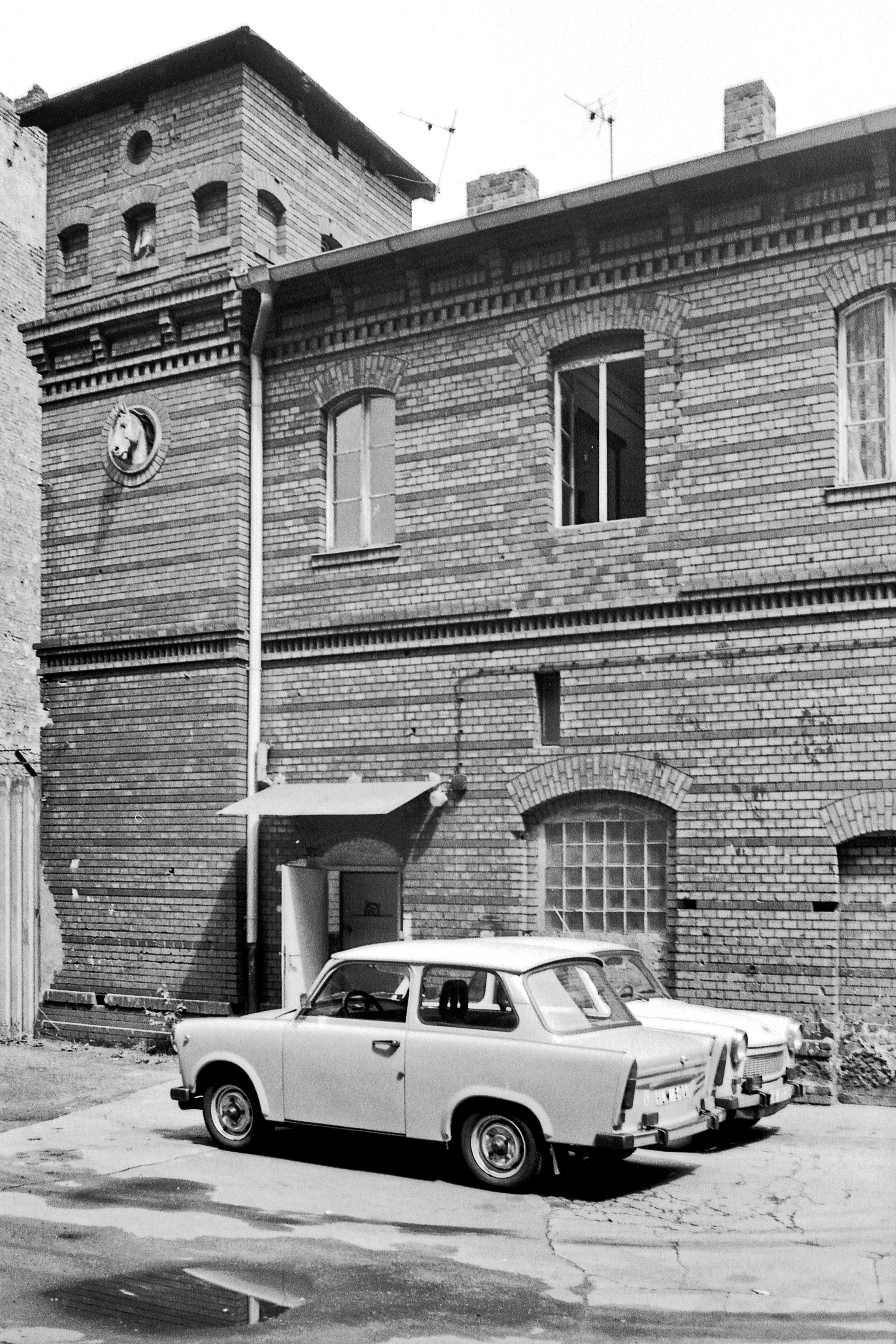
Heckmann-Höfe zu DDR-Zeiten, 1985

Nach zwei Wechseln hat im Jahr 2014 ein Berliner Unternehmer die Hofanlage erworben. Betreiber ist seit Juli 2014 die Places Prime GmbH – Property Consulting Concepts. Das Areal soll zu einem Kreativquartier entwickelt werden. Dazu werden die Gewerberäume an originelle Einzelhändler vermietet, die Wert auf kreative Produkte legen. Das zweigeschossige Werkhaus dient als Eventlocation für Empfänge, Ausstellungen und Präsentationen. Seit Sommer 2015 wird die Pferdekopfremise mit ihrer roten Backsteinfassade als Gaststätte mit gehobener Küche bewirtschaftet.
Außerdem beherbergen die Heckmann-Höfe das Galli Theater und ein italienisches Restaurant. Optisch wurden die Heckmann-Höfe aufgewertet, indem seit 2016 dynamische Farblichter die Höfe erstrahlen lassen.

## Geschichte
Der Ursprung der Heckmann-Höfe reicht bis ins 17. Jahrhundert zurück. Im Jahr 1691 begann die Bebauung der damaligen Berliner Feldmark, die vor dem Spandauer Tor lag. Die Grundstücksvergabe erfolgte auf Geheiß der Kurfürstin Sophie Charlotte und das Gebiet wurde bald als ‚Spandauer Vorstadt‘ bekannt.
Nachdem in den Jahren zuvor bereits die Gassen der Spandauer Vorstadt und somit die Grundstücksgrenzen auf Befehl von König Friedrich Wilhelm I. abgesteckt worden waren, entwickelte sich die ehemalige Feldmark immer mehr zu einem städtischen Gebiet. Der Abriss des Spandauer Tors im Jahr 1750, das den Bezirk bislang vom restlichen Teil der Stadt abgrenzte, förderte diesen Prozess.
Den nachweisbaren Beginn des im 18. Jahrhundert noch unbenannten Gebiets, das später als ‚Heckmann-Höfe‘ bekannt wurde, bilden die Nennungen der Grundstücke entlang der Oranienburger Straße zwischen Großer Hamburger Straße und Wassergasse mit Garten, Stallungen und Thorweg im ersten Berliner Adressbuch des Jahres 1799 und die Versicherungsakten der Feuersozietät. Eigentümer der Parzelle war der Tischler Heinrich Franz Carl Koehne. Zu Beginn des 19. Jahrhunderts war das Areal zur Oranienburger Straße hin mit einem zweigeschossigen Wohnhaus mit drei Seitengebäuden bebaut, von denen eines ebenfalls Wohnzwecken vorbehalten war. Im Hof befand sich neben einer Scheune und einem Holzschuppen auch ein Tiefbrunnen. Für die damalige Zeit war dies ein wichtiger Faktor, da er die Bewohner von der öffentlichen Versorgung unabhängig machte, die häufig für die Verbreitung von Krankheiten sorgte.
Parallel zu diesen städtebaulichen Entwicklungen eröffnete Carl Justus Heckmann, dessen Sohn später die Heckmann-Höfe kaufte (nach denen sie später benannt wurden), in Alt-Berlin eine Kupferschmiedewerkstatt.
Das Unternehmen des ersten Besitzers Tischler Koehne florierte und wurde 1858 in eine Holzhandlung umfunktioniert. Zur Materialheranschaffung und Auslieferung wurden Pferde und Wagen angeschafft, und auf dem Hof eine Remise gebaut, geschmückt mit einem Pferdekopf, die erhalten geblieben ist. Im selben Jahr wurde das Wohnhaus Auguststraße errichtet, das zunächst die hintere Grenze des damaligen Ensembles bildete.
Im Jahr 1871 kauften die Eltern von Holzhändler Koehne die benachbarte Eckparzelle Auguststraße 9 / Artilleriestraße 27 (heute: Tucholskystraße 34) hinzu, die mit dem Areal der Oranienburger Straße 32 den heutigen Grundriss der Heckmann-Höfe markiert. Ein Jahr später wurde das neue Vorderhaus an der Tucholskystraße 34 Ecke Auguststraße 9 erbaut, das nun mit der Auguststraße 9 einen weiteren Hof bildete und die bis heute endgültige Grenze des Ensembles zur Tucholsky- / Auguststraße darstellt.

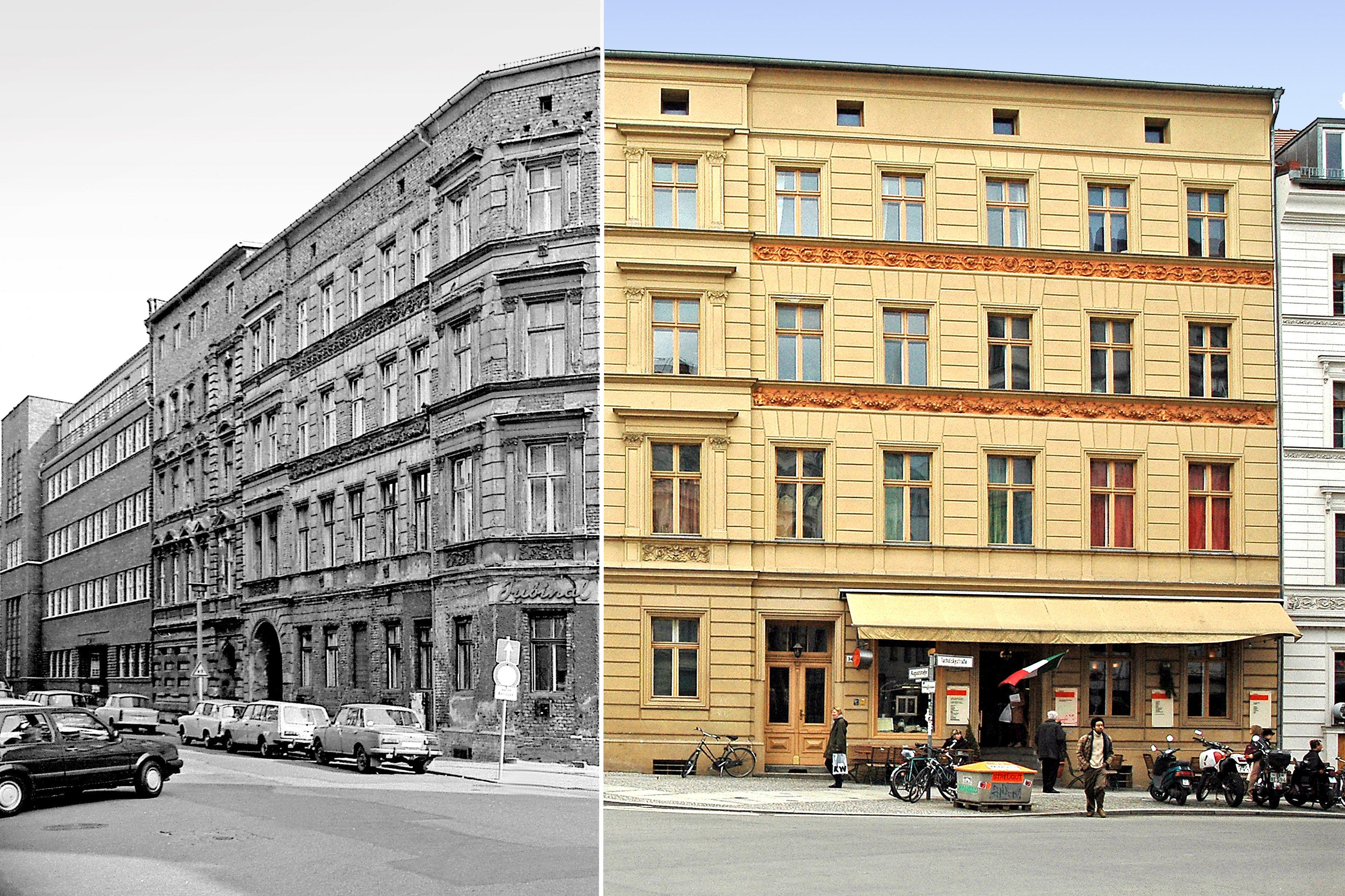
Vergleich 1994 und 2014: August- Ecke Tucholskystraße in Berlin-Mitte

Koehne veranlasste 1887 den Abriss des zweigeschossigen Wohnhauses mit seinen drei Seitenflügeln und den Neubau des Vorderhauses Oranienburger Straße 32. Dadurch wurde der erste Hof zur Oranienburger Straße hin neu gestaltet. Durch diese Umbauten und neue Wasser- und Gasleitungen sowie einen elektrischen Telegrafen im Jahr 1888 hatte sich der Wert des Hausbesitzes seit Anfang des Jahrhunderts auf 634.500 Reichstaler vervierzigfacht.
Der Sohn des Großindustriellen Carl Justus Heckmann, Friedrich Wilhelm, kaufte 1905 das bestehende Ensemble, das seitdem als Heckmann-Höfe bezeichnet wird. Die Gebäude sollten allerdings lediglich der Vermietung und als Sitz des firmeneigenen Ingenieur- und Konstruktionsbüros sowie zur kaufmännischen und technischen Verwaltung des Firmenimperiums dienen. Insbesondere leitende Mitarbeiter der Heckmann-Betriebe und einige Mitglieder der Familie Heckmann fanden hier ihren Wohnort. Die Baulichkeiten des früheren Holzhandels wurden abgerissen und durch Garagen an der rechten Seite des zweiten Hofes ersetzt. In ihnen befinden sich nach den Renovierungen und Umbauten Ende des 20. Jahrhunderts Ladengeschäfte und Restaurants.
Im April 1933 zog das Ingenieurbüro der Familie Heckmann von der Brückenstraße 6b in die Oranienburger Straße 32. Im gleichen Jahr musste die Firma Friedrich Heckmann Berlin und Breslau Konkurs anmelden, bei dessen Verhandlung günstige Vergleichsvorschläge von Thyssen abgelehnt wurden. Das Immobilieneigentum fiel nicht unter die Konkursmasse, sodass die Friedrich Heckmann’schen Erben den Häuserbesitz Oranienburger Straße 32, Auguststraße 9 und Artilleriestraße 27 behielten.
Am 12. Dezember 1950 wurde das Grundstück der Heckmann-Höfe durch die Verordnung des Magistrats von Groß-Berlin zur Überführung von Konzernen und sonstigen wirtschaftlichen Unternehmen in Eigentum des Volkes umgewandelt. Zu Zeiten der Berliner Mauer wurden die Heckmann-Höfe von der Kommunalen Wohnungsverwaltung bewirtschaftet. Das Leben in den Heckmann-Höfen und der Nachbarschaft in den 1950er und 1960er Jahren beschreibt die im Haus Oranienburger Straße 32 aufgewachsene Octavia Winkler, deren Vater im zweiten Obergeschoss eine Arztpraxis betrieb, in ihren Kindheitserinnerungen.

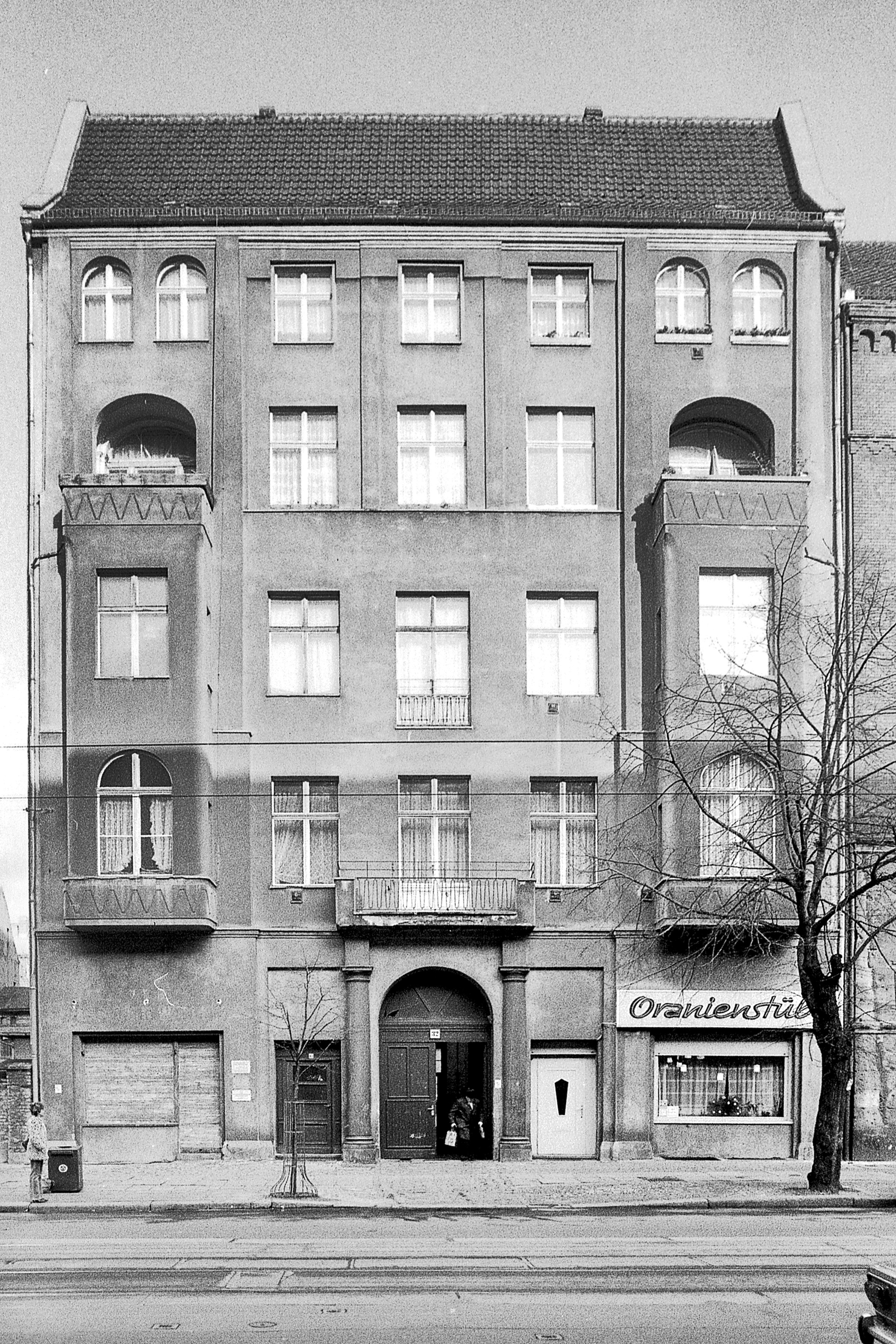
Blick von der Oranienburger Straße auf die Heckmannhöfe, 1985
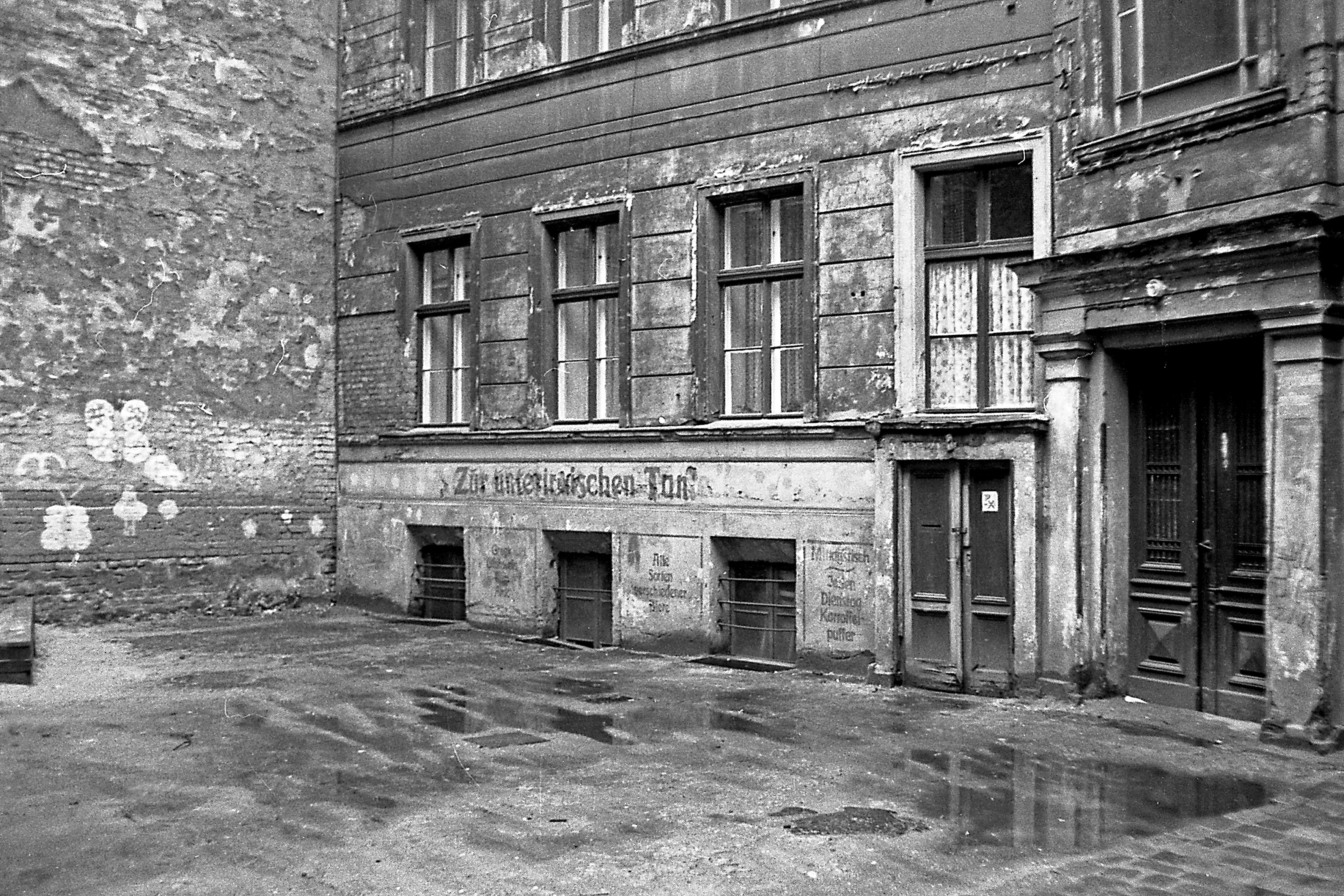
Innenhof der Heckmann-Höfe mit der Kellerbar Unterirdische Tante, 1985
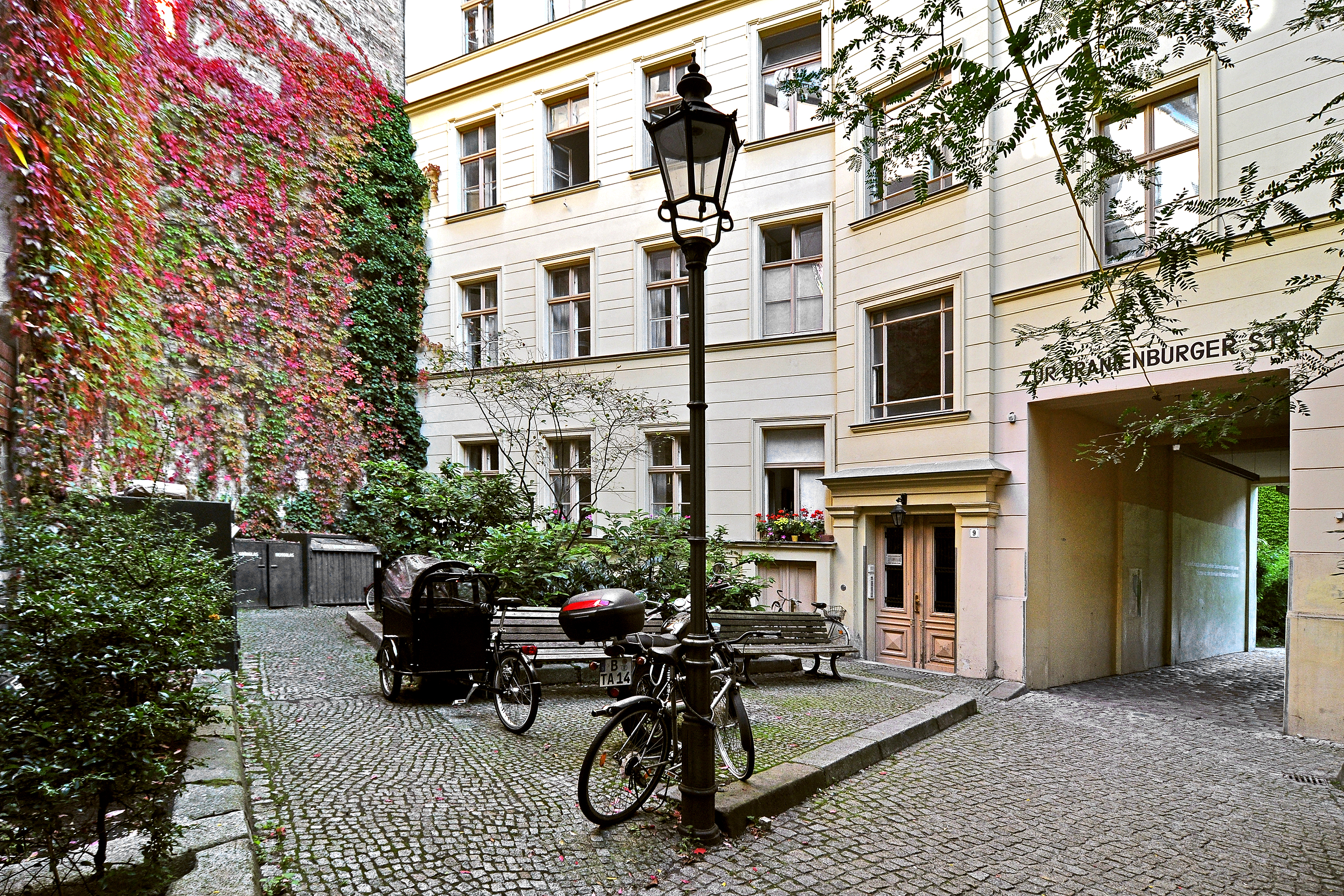
Innenhof Heckmann-Höfe mit der Kellerbar Unterirdische Tante, 2014
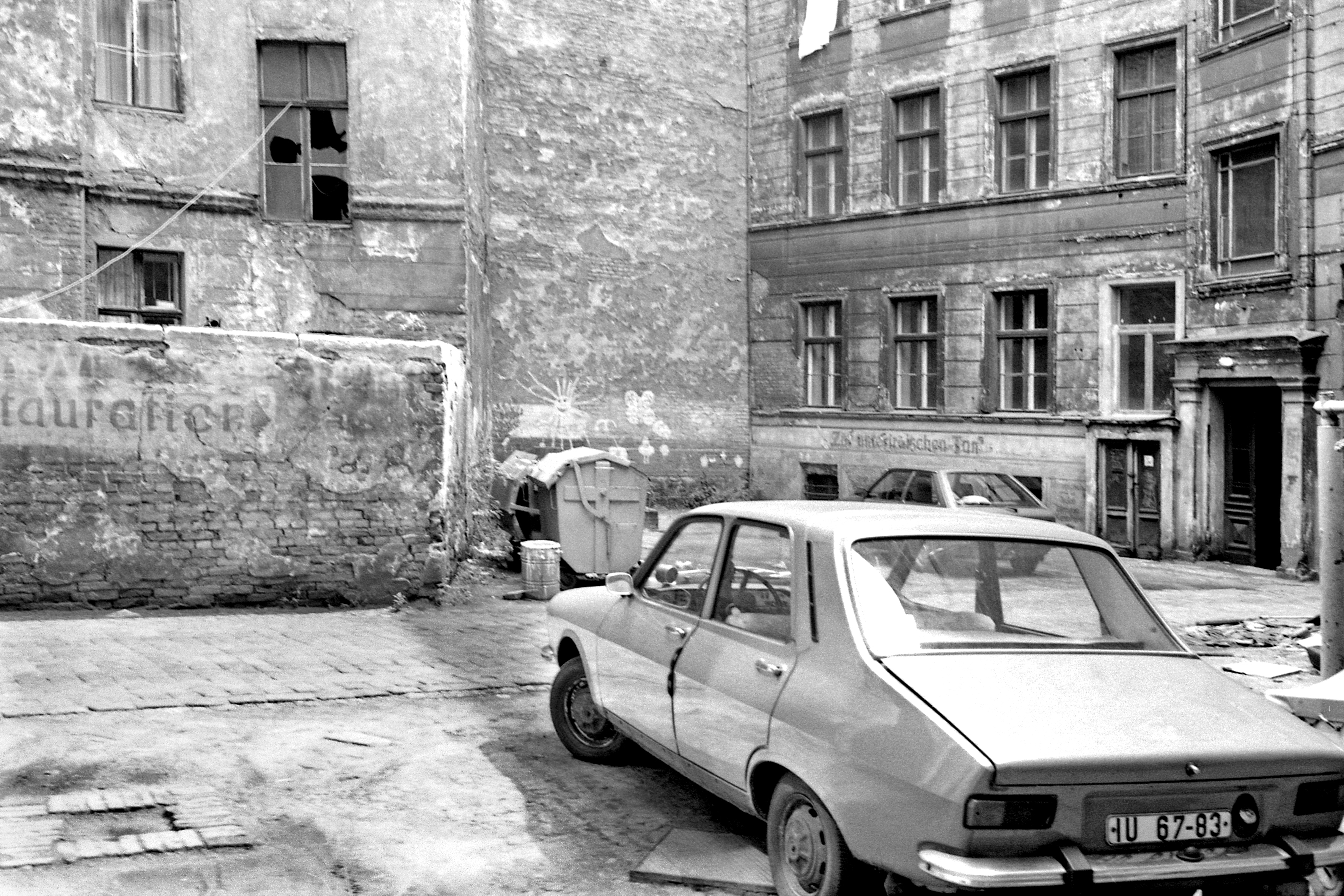
Innenhof Heckmann-Höfe mit der Kellerbar Unterirdische Tante, 1995
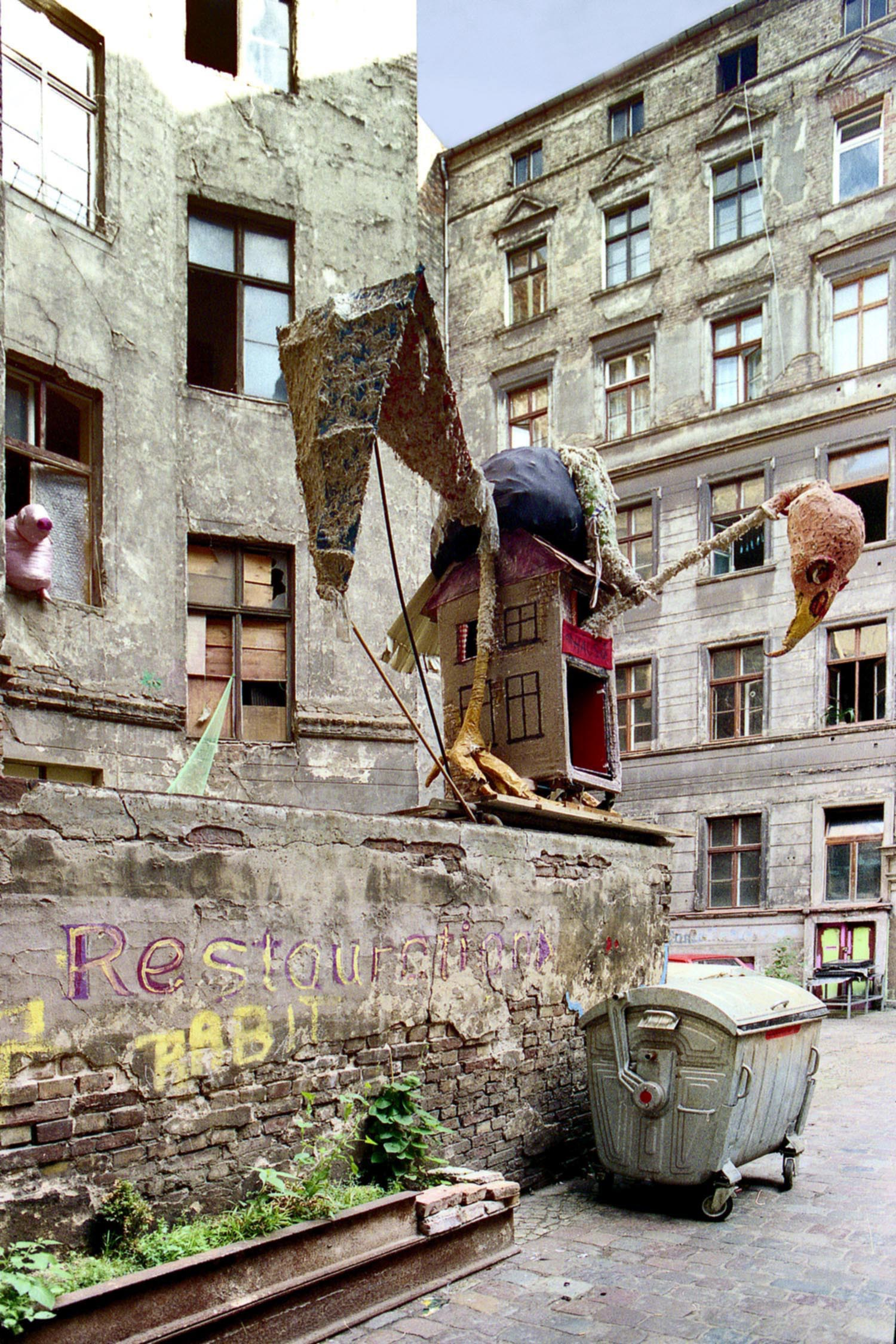
Innenhof Heckmann-Höfe, 1995
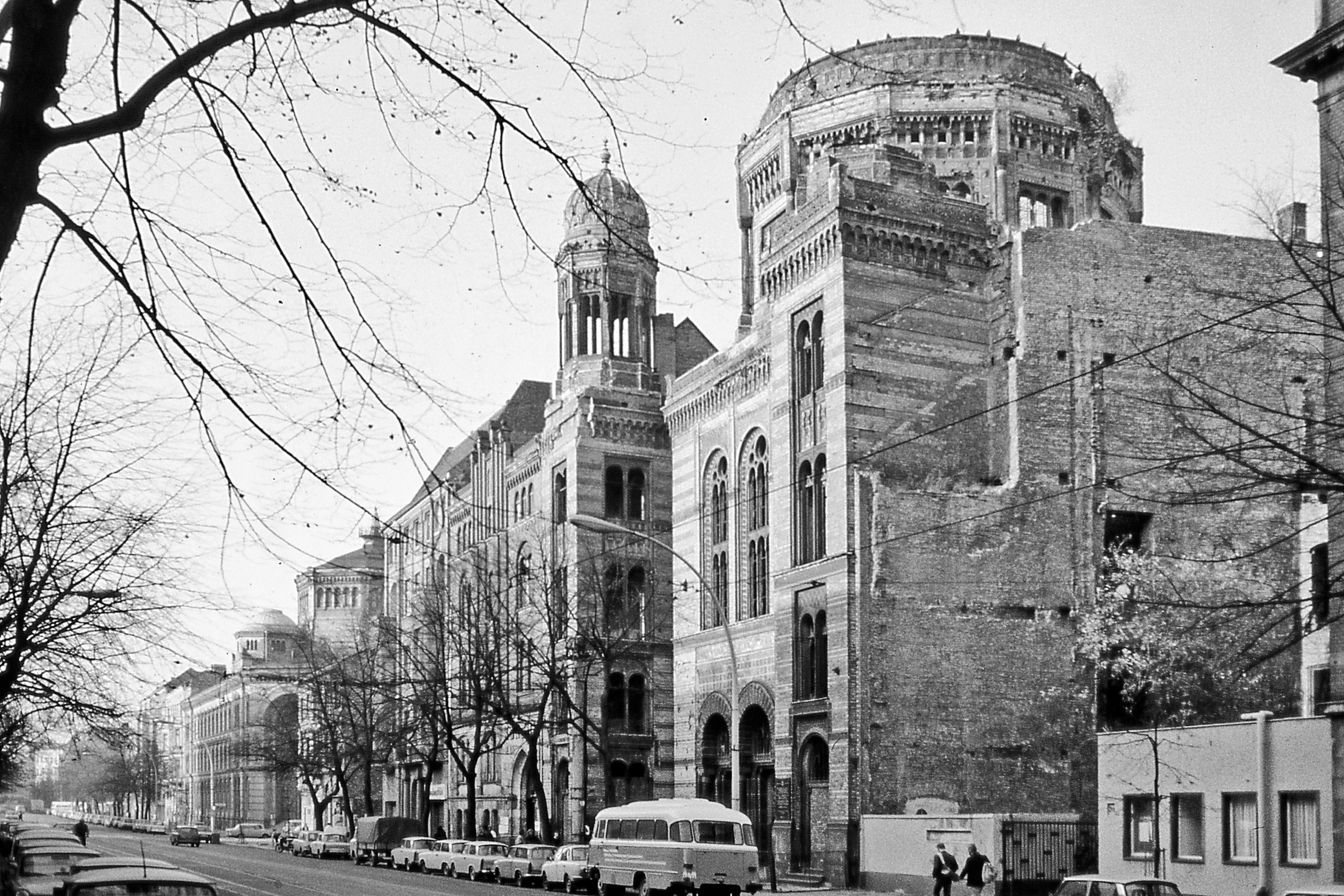
Blick von der Oranienburger Straße auf die Neue Synagoge und die Heckmannhöfe, 1984

Die noch erhaltene, aber ramponierte ehemalige Spandauer Vorstadt wurde nach der politischen Wende zunächst von den Künstlern und dann vom Handel entdeckt und wiederbelebt, wodurch viele Gebäude erhalten blieben. Anfang der 1990er Jahre siedelten sich in den damals relativ verlassenen Höfen Modelabels, Clubs und Künstler an. Es kam zu „Hausbesetzungen“. Dieter Heckmann hat zusammen mit seinem Bruder und weiteren rund 40 Erben des Grundstücks eine Reprivatisierung erreicht. Alle haben sich bald geeinigt, die verbliebene Substanz zu sanieren und zu vermieten. 15 Heckmann-Erben betrieben die Sanierung, die übrigen wurden ausbezahlt.
Da die Verwaltung der Höfe durch die 15 Erben nicht praktikabel war, wurde im Jahr 2004 ein Käufer gesucht. Ein dänischer Investor übernahm 2006/2007 die Heckmann-Höfe.
Das Bauensemble der Heckmann-Höfe sollte gemäß einem Bauantrag seit 2014 komplett zu Wohnungen und Townhouses umgewandelt werden, der Durchgang sollte verschlossen werden. Der innenliegende Hof einschließlich seiner Gewerbeeinheiten, dem Werkhaus und der Pferdekopfremise wurde im Juli 2014 an einen privaten Berliner Unternehmer verkauft, der diese Planung aufhob, den Bauantrag zurückzog und die bisherige Nutzung als Gewerbeeinheiten im Durchgang von der Oranienburger Straße zur Auguststraße fortführte.

## Verkehrsanbindung
Durch ihre zentrale Lage sind die Heckmann-Höfe gut mit öffentlichen Verkehrsmitteln erreichbar: S-Bahn (Bahnhof Oranienburger Straße), U-Bahn (Bahnhof Oranienburger Tor) sowie drei Linien der Metro-Tram.